# Marcia su Roma e dintorni
Marcia su Roma e dintorni è uno scritto autobiografico del politico e scrittore italiano Emilio Lussu del 1931. Memorialista di rara forza evocativa, l'autore afferma nella Prefazione: "Poiché questo libro può suscitare critiche nel campo italiano, io mi sono preoccupato di non inserirvi un solo episodio che non possa essere documentato. La sostanza dei fatti che io rievoco non può essere smentita"; aggiunge tuttavia: "Questo non toglie che i giudizi che uno stesso fatto determina possano essere discordi. Chi dà un colpo di sciabola, non proverà evidentemente le stesse impressioni di chi lo riceve. Non per tanto il colpo di sciabola sarà sempre un colpo di sciabola."

## Opera
Scritto quando l'autore si trovava in esilio in Francia, il libro fu scritto e adattato per un pubblico francese, inglese, tedesco, spagnolo e portoghese nel 1931, uscì a Parigi una prima edizione italiana per le Edizioni "Critica" nel 1933. Solo con la caduta del Regime Fascista, il libro fu pubblicato in Italia nel 1945 per l'Editore Einaudi, e da allora sempre ristampato.
Erano infatti quelli che stava vivendo Lussu momenti assai difficili per coloro che, opponendosi alla politica del regime, erano caduti in una acuta fase di crisi. Alla caduta nel 1930 del gruppo sorto a Milano intorno a Ernesto Rossi e Riccardo Bauer era seguito quello torinese di Aldo Garosci, Mario Andreis e Luigi Scala e nel 1934 e nel 1935 venne annientata la nuova rete di Torino fondata da Vittorio Foa, Leone Ginzburg e altri.
"È quindi comprensibile che nello scrivere il suo libro Lussu avesse ben altre preoccupazioni che farsi storico degli eventi che avevano scandito la vicenda politica italiana dal 1919 in poi....e i suoi intenti erano esplicitamente propagandistici e i suoi destinatari erano le opinioni pubbliche delle democrazie occidentali".
Nella prefazione al testo pubblicato in italiano lo stesso Lussu scriveva:"Io avevo scritto il presente libro esclusivamente per l'estero, e non pensava di farlo apparire anche in veste italiana. Il consiglio di amici mi ha indotto alla presente pubblicazione. Se avessi pensato a questo, fin da principio, certamente il lavoro avrebbe avuto un'altra forma e un'altra trama. Ora a me manca il tempo di adattare lo scritto al pubblico italiano, così come avrei voluto. Perciò non ho portato alla presente edizione alcuna modifica, neppure alla prefazione".

## Trama
(Incipit del libro)
Il libro è strutturato in ventidue capitoli numerati in cui vengono narrati, insieme alle vicende personali dell'autore, molti dei fatti accaduti in quel particolare momento storico in cui, come scrive Giovanni De Luna "Il fascismo era all'apice del consenso...L'antifascismo organizzato agonizzava, mentre gli arresti falcidiavano le esigue schiere dei cospiratori."
Le vicende si svolgono in un contesto storico che va dal 1919 al 1929 anno in cui l'autore fu costretto a fuggire in modo avventuroso da Lipari insieme a Carlo Rosselli e Fausto Nitti. Narra della nascita dei primi fasci in Italia, piccoli gruppi che hanno dato origine al fascismo, prendendo in considerazione alternativamente la realtà nazionale, dall'autore vissuta dall'osservatorio della Camera dei deputati, e quella della sua isola nativa, la Sardegna. Sfilano così le grandi figure della politica nazionale e le macchiette paesane dei primi fascisti sardi, sui quali si accanisce in particolare la caustica ironia di Lussu; episodi grotteschi si alternano a scene drammatiche di crimini squadristi, riferite ma a volte anche vissute direttamente in prima persona (dal ferimento ad opera di agenti della Guardia regia all'assalto subito nella propria casa di Cagliari, concluso con l'uccisione di un assalitore e il conseguente arresto). La storia poi si estende oltre la presa al potere di Benito Mussolini con la "Marcia su Roma", che si pensava fosse solo una semplice messa in scena, trasformatasi però, al contrario di tutte le previsioni, in un vero e proprio colpo di Stato, fino al periodo della detenzione e alla fuga rocambolesca da Lipari. L'autore in questo scritto vuole mettere in luce le complicità di cui il fascismo ha goduto nella sua ascesa al potere, soprattutto da parte delle autorità dello Stato, e insieme il sacrificio di persone innocenti per cause fasciste.

## Edizioni
- Marcia su Roma e dintorni. Fascismo visto da vicino, Paris, Casa Editrice Critica, 1933.
- Marcia su Roma e dintorni, Collana Saggi, Torino, Einaudi, 1945. - Milano-Roma, Edizioni Avanti!, 1957; Collana I coralli n.219, Einaudi, 1965; Collana Oscar, Mondadori, 1968; Collana Nuovi coralli, Einaudi, 1976; Introduzione di Giovanni De Luna, Collana Einaudi Tascabili, 2002-2021.